# جون ستريكر
جون ستريكر (بالإنجليزية: John Stricker)‏ من مواليد 1758 توفي 1825 كان ضابط جيش الحرس الوطني ماريلاند حتى أصبح جنرال الذين قاتلوا في كل من الحرب الثورية الأمريكية في ولاية ماريلاند. قاد جيش الحرس الوطني ماريلاند في معركة نقطة الشمال في الاثنين 12 سبتمبر، 1814، (عرفت فيما بعد باسم "يوم المدافعين عن حقوق الإنسان، وهي ولاية، ومقاطعة وعطلة المدينة) التي شكلت جزءا من معركة أكبر من بالتيمور، إلى جانب قصف البحرية البريطانية لاحق من فورت ماكهنري على 13-14th سبتمبر وكانت نقطة تحول في الأشهر الأخيرة من حرب 1812 وإلى السلام عبر المفاوضات المحيط الأطلسي لمعاهدة غنت، في مدينة غنت ثم في هولندا النمساوية، (الآن بلجيكا المستقبلية)، التي وصلت أخيرا على معاهدة سلام عشية عيد الميلاد في ديسمبر 1815، التي وصلت أخيرا أنباء أمريكا في فبراير 1815.